# I’m in Love
I’m in Love (englisch für: Ich bin verliebt) ist ein Lied der britischen Band The Beatles, das 2013 auf ihrem Kompilationsalbum The Beatles Bootleg Recordings 1963 veröffentlicht wurde. Komponiert wurde es von John Lennon und Paul McCartney und unter der Autorenangabe Lennon/McCartney veröffentlicht. Die Erstveröffentlichung des Liedes erfolgte von der Band The Fourmost.

## Hintergrund
I’m in Love wurde im ersten Halbjahr 1963 komponiert und basiert hauptsächlich auf den musikalischen Ideen von John Lennon. Wahrscheinlich im Juli 1963 wurde von John Lennon eine Demoversion mit Klavierbegleitung aufgenommen.
I’m in Love wurde von den Beatles nie für EMI aufgenommen, stattdessen boten sie das Lied der Gruppe The Fourmost an, die mit den Beatles befreundet war. The Fourmost spielten im Oktober 1963 unter der Produktionsleitung von George Martin I’m in Love ein und veröffentlichte das Lied am 15. November als Single, die Platz 17 in den britischen Charts erreichte. Damit veröffentlichten The Fourmost nach Hello Little Girl eine weitere Lennon/McCartney-Komposition als Single.
Am 14. Oktober 1963 spielte auch Billy J. Kramer ebenfalls I’m in Love in den Abbey Road Studios mit George Martin als Produzent ein. John Lennon war während der Aufnahme zugegen. Die Version von Billy J. Kramer wurde nicht mehr zeitnah verwendet.

## Veröffentlichung
Am 17. Dezember 2013 wurde I’m in Love auf dem Kompilationsalbum The Beatles Bootleg Recordings 1963 über iTunes veröffentlicht.

## Weitere Coverversionen
- Apple Jam – Off The Beatle Track[2]
- The Beatnix – It’s Four You[3]
- Bas Muys – Lennon & McCartney Songs (Never Issued)[4]